# Sukun (plaats)
Sukun is een bestuurslaag in het regentschap Malang van de provincie Oost-Java, Indonesië. Sukun telt 17.333 inwoners (volkstelling 2010).